# Església nova de Sant Climent de Castelltort
L'església Nova de Sant Climent de Castelltort es una església del municipi de Guixers (Solsonès).

## Descripció
L'església nova de Sant Climent de Castelltort correspon a una edificació barroca del final del segle xviii, quan es traslladà la parròquia des de l'església vella.
L'església està adossada a la banda de ponent de la rectoria, que ocupa la major part de l'edifici. L'element que fa adonar-nos de l'existència del temple és el campanar d'espadanya.
La porta d'accés és d'arc carpanell, i està ornamentada amb elements propis de l'estil barroc.
Sobre aquesta, hi ha una placa amb el text "iglesia parroquial de guixés".
Damunt la porta d'accés hi ha un ull de bou, i coronant la façana, hi ha un campanar d'espadanya de dos ulls, dels quals en un d'ells, hi penja una campana.
Tota la façana està arrebossada amb una mescla de color crema. A ponent de l'església hi ha el cementiri.

## Història
Com totes les entitats de població de Guixers, el seu origen cal buscar-lo en l'antiga divisió eclesiàstica en parròquies. La de Castelltort continua tenint aquesta categoria. 
Antigament, però, la parròquia s'aixecava al costat del Castell de Castelltort a la falda meridional del turó que s'aixeca davant de l'actual parròquia.
Llavors al segle XVIII, aquesta església va ser abandonada quan es va bastir la nova vora la carretera.